# Police Interceptors
Police Interceptors è un programma televisivo britannico di genere docu-reality, in onda dal 2008. La trasmissione descrive il lavoro del reparto ANPR Intercept Team della Polizia (ora conosciuto come Territorial Support Team) in Essex, Gran Bretagna ed in 4 serie invece del lavoro del Police's Road Crime Unit in South Yorkshire e del Road Policing Unit in Derbyshire. Nella quinta serie è presente invece la Polizia della Cumbria con la loro Roads Policing Unit.
Il documentario originale è stato trasmesso da Channel 5 sin dal suo primo episodio il 9 maggio 2008. In Italia, dopo essere stato trasmesso da Nuvolari, dal 23 ottobre 2017 dal lunedi al venerdi è in onda su Spike. Non è più in onda in Italia.